# Північно-східний діалект білоруської мови

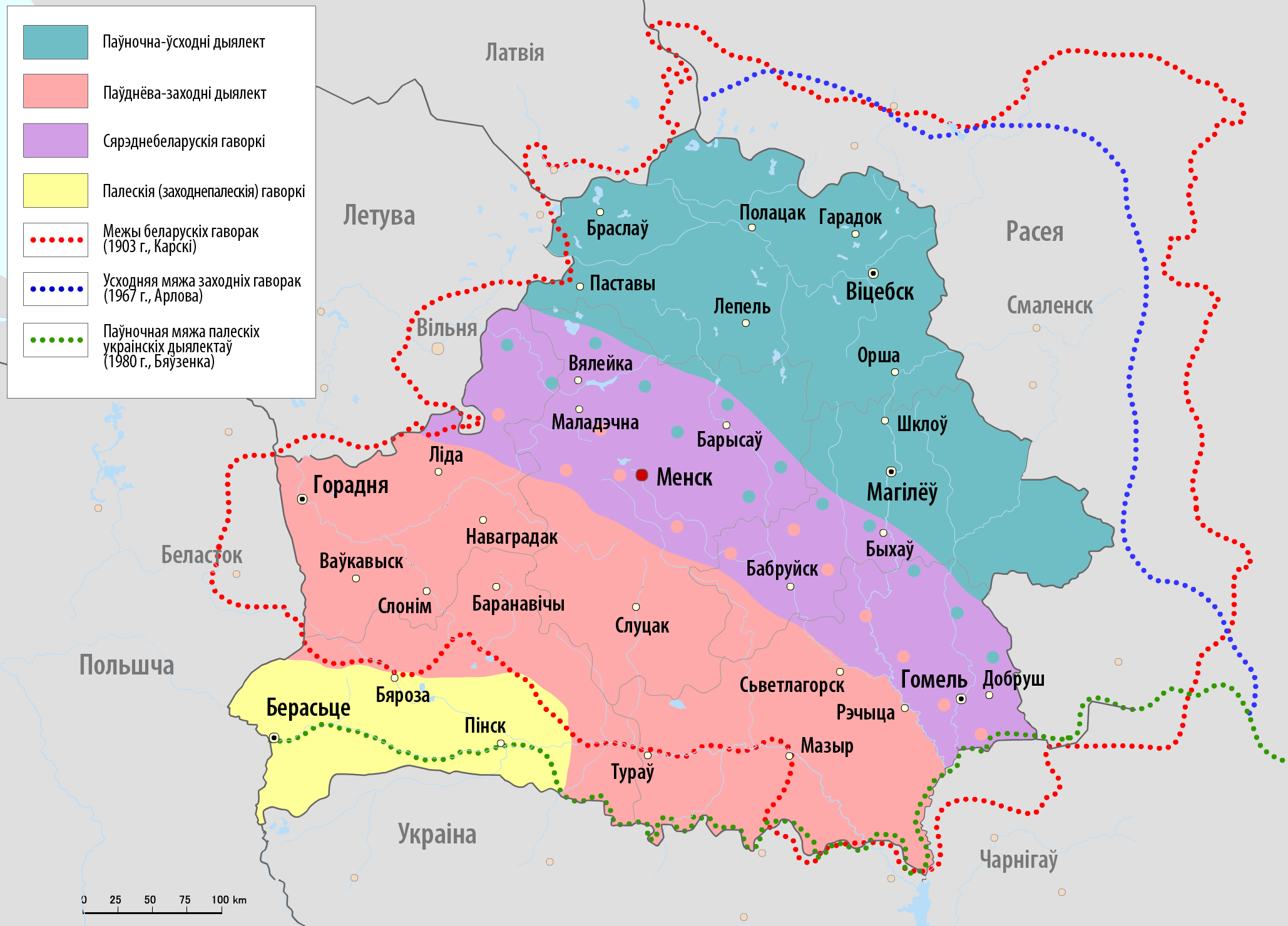
Північно-східний діалект на карті діалектів білоруської мови

Північно-східний діалект білоруської мови (біл. Паўночна-ўсходні дыялект беларускай мовы; Paŭnočna-ŭschodni dyjalekt biełaruskaj movy) —  один з двох діалектів білоруської мови. Поширений на території північно-східної Білорусі. Від південно-західного діалекту відрізняється за основними принципам діалектного членування білоруської мови: за характером акання, вимовою приголосного /r/ і деяким іншим фонетичним особливостям.

## Область поширення і діалектні зони
У складі північно-східного діалекту виділяються три групи говірок:
- Полоцька група (на території західної і центральної частин Вітебської області і північно-західній частині Могилівської області )
- Вітебсько-Могилівська група говірок:
  - Вітебські говори (у східній частині Вітебської області)
  - Східно-Могилівські говори (на території центральної та східної частин Могилівської області)

Північно-східні говори білоруської мови вперше були виділені як відособлена діалектна одиниця при складанні діалектологічної карти російської мови 1914 року. Дані говори були включені до складу білоруської мови, крім території, яку займає сучасний північно-східний діалект, до складу північно-східної групи говірок увійшли території в районах Себежа, Невеля, Єльні, Смоленська, Стародуба і ін.

## Особливості діалекту
Ареал північно-східного діалекту розташовується в північно-східній частині Білоруси на території Вітебської області і центральних і східних районів Могилівської області. До північно-східних білоруських говорів також можливо відносяться говори на території Росії в прикордонних з Білоруссю районах Смоленської області. На заході і північному заході говори північно-східного білоруського діалекту межують з областю поширення литовського і латвійського мов, на півночі і сході — з говорами Західної групи південноросійських говірок, на південь і південний захід від них розміщені перехідні середньобілоруські говірки.
Говори північно-східного діалекту в більшій частині (крім заходу) охоплюються ареалом східної діалектної зони, південно-східна частина північно-східного діалекту входить в ареал південно-східній діалектної зони. Обидві ці діалектні зони також охоплюють східні території середньобілоруських говірок і південно-західного діалекту. Вкрай західна частина північно-східного діалекту зв'язується загальними діалектними явищами в межах західної діалектної зони з західними середньобілоруськими говорами і говорами західної частини південно-західного діалекту, а також з поліськими говірками. Ареали північно-західній і центральній діалектних зон незначно охоплюють північно-східні білоруські говори тільки окраїнними своїми частинами.

## Кордон з південноросійськими говорами
Північно-східні говори білоруської мови в північній і східній частинах свого ареалу межують з південноросійськими говорами, тому визначення кордону північно-східного діалекту в цій області також відноситься до визначення кордону білоруської та російського мов. Дана межа є в значній мірі розмитою, поєднання рис обох мов поширені на великій території, що утворює широку смугу перехідних говірок, віднесення яких до тій чи іншій мові буває часто дуже складно.

## Особливості діалекту

### Фонетика

#### Вокалізм
1. Шестифонемна система вокалізму, що включає голосні /i/, /ɨ/, /ɛ/, /a/, /u/, /ɔ/, характерні для білоруської літературної мови.[7]
2. Ненаголошений вокалізм після твердих приголосних. Дисімілятивне акання[1] [2] (вимова /a/ в першому переднаголошенному складі перед наголошеними голосними /i/, /ɨ/, /ɛ/, /u/, /ɔ/: тр[а]вíца; на тр[а]ве́, вад’е́; тр[а]вы́, вады́; тр[а]ву́, тр[а]во́й, і вимова ненаголошеного /ɨ/ відповідно /a/ в положенні перед наголошеним /a/: тр[ъ]ва́ (тр[ы]ва́), въда́ (выда́)).[8]
3. Ненаголошений вокалізм після м'яких приголосних.
  - Дисімілятивне якання білоруського типу (вимова /a’/ в першому перед наголошеному складі перед наголошеними голосними /i/, /ɨ/, /ɛ/, /u/, /ɔ/: на з’амл’í, н’ас’í; з’амл’у́, н’асу́; под з’амл’о́й; з’амл’е́, і вимова /i’/ перед ударним /a/: зімл’а́, нісла́. Відзначається на всій території діалекту, крім північної частини Вітебської області.[9]
  - Дисімілятивне якання вітебського типу (вимова /a’/ в першому перед наголошеному складі перед наголошеними голосними  /i/, /ɨ/, /u/, /ɔ/: на з’амл’í, н’ас’í; з’амл’у́, н’асу́; под з’амл’о́й, і вимова /i’/ перед наголошеними /a/ і /ɛ/: зімл’а́, нісла́; з’амл’е́. Поширено в Північній частини Вітебської області.[9]Дисімілятивні типи якання північно-східного діалекту протиставляється недисімілятивному яканню в південно-західному діалекті.

#### Консонантизм
1. Вимова м'якого приголосного звука /rj/[2] на відміну від твердого /r/ в літературній мові, середньобілоруських говорах і південно-західному діалекті: гр’і́ва, гр’ібы́, кр’е́пкі, б’ар’о́за в середині слова; суха́р’, пі́сар’, кур’у́, ц’іп’е́р’ у середині слова. М'який /rj/ відзначається також в деяких поліських говорах.[10][11]
2. Дзекання і цекання (вимова африкатів /d͡z̞/ і /t͡s̞/ на місці /d̪j/ і /t̪j/), як і в літературній мові і в усіх говірках: дз’ен’, дзі́ва, цен’, ці́хі.[1] Вимова м'яких /d̪j/ і /t̪j/ зустрічається тільки в поліських говорах і в південних говорах на кордоні з Україною.[10][12]
3. Вимова твердих шиплячих /ʂ/, /ʐ/, /ʈ͡ʂ/, /d͡ʐ/, /t͡s̞/ (не з /t̪j/), як і в літературній мові і в усіх говірках: жыла́, шыц’, чытац’, пчала́[13], крім деяких говірок Полісся.[12]
4. Вимова дзвінкого м'якопіднебінного фрикативного приголосного /ɣ/, як і в літературній мові і в усіх говірках.

### Морфологія

#### Іменник
1. На відміну від південно-західного діалекту вживання як і в літературній мові в знахідному від. одухотворених іменників од. і мн. числа форми родового від. (запро́г вала́, па́св'іла каро́ў), а також вживання в знахідному від. неживих іменників од. і мн. форми називного від. (знайшо́ў грыб, пасадз’і́ў кусты́).
2. Відсутність кличного від., що вживається в середньобілоруських говорах і південно-західному діалекті.[14]
3. Форми місцевого від. іменників од. числа чоловік. роду з закінченням -э (на лу́г’е, у катух’е́ і т. д.) і пор. роду з закінченням -у (у малаку́, у агн’у́ і т. д.) в деяких говорах північно-східного діалекту.[15]
4. Закінчення -ы іменників од. числа чоловічого і жіночого роду на -а в давальному і місцевому відмінках: к в’асны́, па травы́, к ба́ц’кы в говорах північних районів Вітебської області.[16]
5. Форми орудного від. іменників од. числа чол. і жін. роду на -а з закінченням ъй (-ый): пу́гъй, крын’і́цый і т. д..
6. Закінчення -а іменників жіночого роду од. числа з нульовим закінченням типу мыш, гус’: мы́ша, гу́с’а чи мы́шына, гу́с’іна і т. д..[17]
7. Форми орудного від. іменників од. числа жін. роду типу мыш із закінченням -ай, -эй, -ой: мы́шай, мы́шэй, мышо́й і т. д. в ряді говірок півночі Вітебської і сходу Могилівської області.[17]
8. У говорах північної частини території Вітебської області форми орудного від. іменників мн. числа з закінченнями -ъм, -ам: с р’іб’а́тъм, з гръ́бл’ам і т. д..
9. Творення іменників, що позначають молоді істоти, що належать до чоловічого роду, за допомогою суфікса -онак: дз’іц’о́нык, йагн’о́нак і т.д. На відміну від форм середньобілоруських говорів і південно-західного діалекту (ц’ал’а́, дз’іц’а́ и ц’ал’о́, дз’іц’о́ і т. д.), а також деяких говірок Городнянської і Брестської області (парс’у́к, ц’ал’у́к і т. д.).[18]

#### Займенник
1. Форми особистих і зворотних займенників м’ан’е́, ц’аб’е́, с’аб’е́ з i в основі, характерних для говірок з дисімілятивним яканням вітебського типу: м’ін’е́, ц’іб’е́, с’іб’е́.[19]
2. Форми займенника 3-ї особи жін. роду од. числа Йона в знахідному від. йійе́, йей (йайе,́ йой в літературній мові).